# Naamwoord
Een naamwoord is een woordsoort  dat een persoon of zaak noemt, bepaalt of aanduidt. Daarnaast wordt een voornaamwoord meestal ook als een aparte lexicale categorie beschouwd. Een naamwoord is daarmee meer specifiek:
- een zelfstandig naamwoord, ofwel een woord dat – met name in analytische talen – in de regel wordt voorafgegaan door een bepaald of onbepaald lidwoord;
- een bijvoeglijk naamwoord;
- een eigennaam;
- een toponiem.

achterzetsel · bijwoord · ideofoon · lidwoord · naamwoord (bijvoeglijk · eigennaam · zelfstandig) · telwoord (hoofdtelwoord · rangtelwoord · telbijwoord) · tussenwerpsel · voegwoord · voornaamwoord (aanwijzend · betrekkelijk · bezittelijk · onbepaald · persoonlijk · temporeel · uitroepend · vragend · wederkerend · wederkerig) · voorzetsel · werkwoord